# Рода (Каїр)
30°01′15″ пн. ш. 31°13′32″ сх. д. / 30.0208° пн. ш. 31.2256° сх. д.

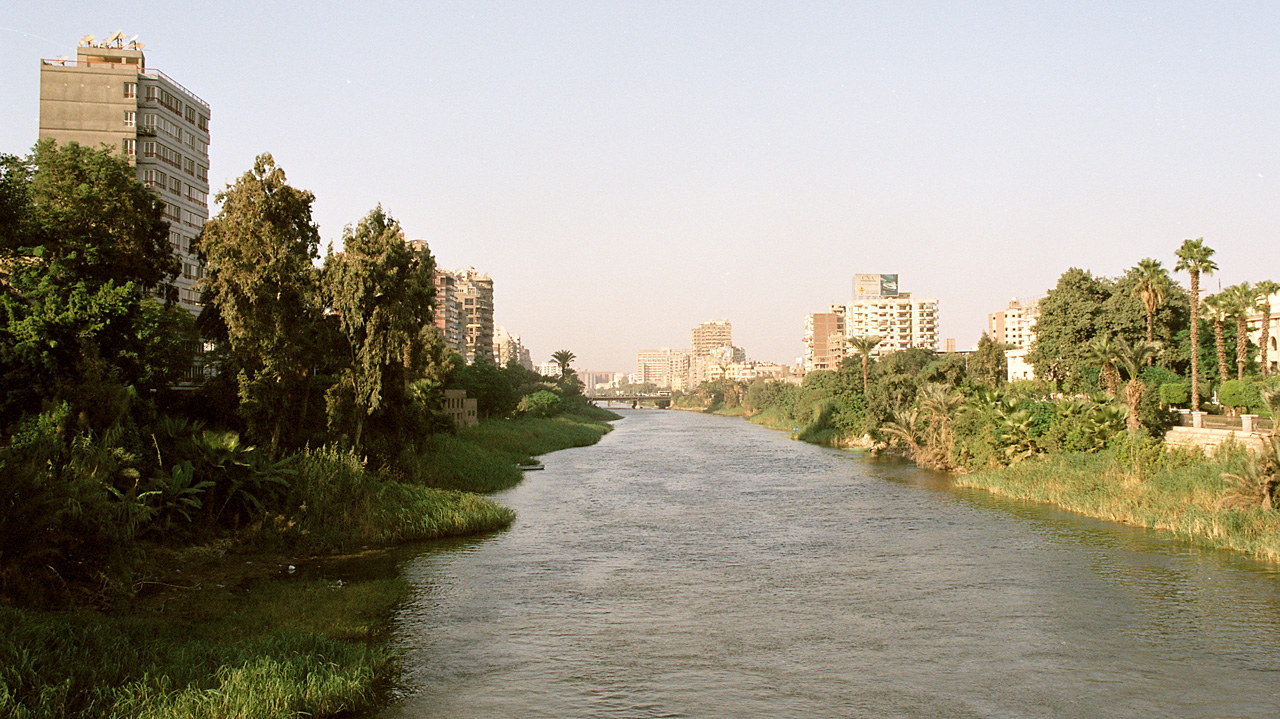
Доволі вузький канал між островом Родою та Старим Каїром, жовтень 2004 року

Ро́да (араб. جزيرة الروضة Gezīret er-Rōdah, альтернативні арабські назви — Jazirat al-Miqiyas та Jazirat al-Hisn; англ. Rhoda Island, також Rawdah) — другий за величиною (після Гезіри) острів у водах Нілу в межах столиці Єгипту міста Каїра, частина (район) міста, в тому числі і з житловим призначенням, відома як Ель-Маньял (англ. El-Manial district).

## Розташування та комунікації

Мапа острову Роди

Острів Рода розташований у південній частині Каїра, зі сходу відокремлений вузькою протокою (каналом) від міських кварталів, що примикають до Нілу. Фактично острів Рода лежить між давнім Аль-Фустатом (Старий Каїр), зі сходу, та Гізою на західному березі Ніла.
Роду з Каїром та Гізою злучають два мости — Університетський, що веде просто до комплексу будівель Каїрського університету, та міст Гіза, який виводить на площу Гіза й до початку вулиці Аль-Ахрам (вулиця Пірамід).
На острові розташовані декілька історико-архітектурних пам'яток, що мають важливе значення й варті для відвідування.

## З історії острова
Острів Рода на Нілі, поблизу старовинного античного Вавилону (єгипетського), вочевидь, був складовою давніх міст-попередників сучасного Каїра — Місра, Фустата, й мав важливе значення для всього району. З боку власне Каїру Ніл нагадує вузьку канаву, але між островом та Гізою, річка є широкою та повноводною. Вважається, що подібна конфігурація мало чим змінилась за 2 тисячоліття.
У добу Середньовіччя на Роді містились військово-морські арсенали, фортеці, чудові будівлі й сади. Острів також виконував роль пристані і порту, осередку суднобудування.
Аль-Малик аль-Саліх Наджм аль-Дін Аюб (Al-Malik al-Salih Najm al-Din Ayyub) збудував на Роді відому цитадель (1240—1249) для квартирування й утримання мамлюків. Наступники правителя використовували каміння цієї фортеці для зведення будівель в інших місцях.
Вже віддавна острів вирізнявся красою — розкішними будівлями й пишними тінистими садами, лишаючись і дотепер одним із найпривабливіших місць сучасного Каїра.

## Головні пам'ятки Роди

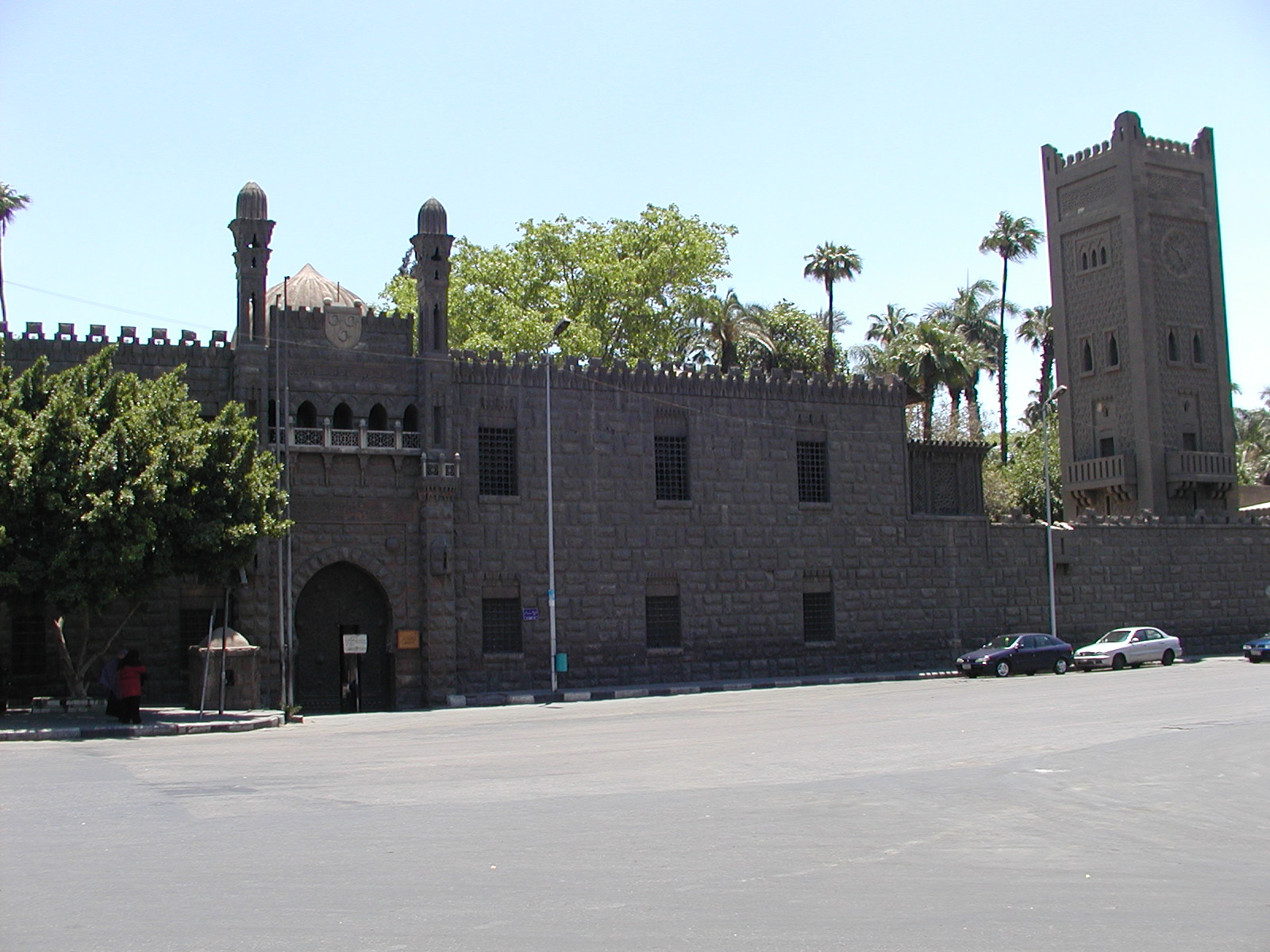
Палац Маньял

До основних пам'яток на Роді, що мають важливе історико-архітектурне значення й варті відвідування, належать:
- Каїрський Нілометр (на південній кінцівці острова) — спеціальна споруда-пристрій для вимірювання рівня води Нілу; єдина з будівель громадського призначення, що збереглась від доби Аль-Фустату;
- Палац Маньял — розкішний (як зовні, так і всередині) палацовий комплекс, зведений для принца Мухаммеда Алі, брата хедива Аббаса II у 1899–1903 рр., прекрасний взірець поєднання європейської традиції рококо й стилю арабеск. Палац оточений чудовим парком. У теперішній час працює як музей, представляючи унікальну колекцію єгипетського мистецтва османської доби, а також ранні ісламські манускрипти, рідкісне зібрання тканин, килимів, скляних і кришталевих предметів, канделябрів тощо[4].
- Комплекс будівель Госпіталю Каїрського університету.

## Виноски
1. ↑  http://www.webcitation.org/69rYG28I2
2. ↑  http://www.geonames.org/350173
3. ↑  Фостат-Міср на www.anhar.ru [Архівовано 26 лютого 2009 у Wayback Machine.] (рос.)
4. ↑  Палац-музей Маньял на Каїрські пам'ятки і старожитності на www.touregypt.net (англ.)